# 桑氏溪脂鯉
羅氏溪脂鯉，為輻鰭魚綱脂鯉目脂鯉亞目頂器脂鯉科的其一種，分布於南美洲哥倫比亞聖胡安河流域，體長可達4.7公分，棲息在底中層水域，生活習性不明。